# ألكسندر ألكسندروف (لاعب كرة قدم)
ألكسندر ألكسندروف هو لاعب كرة قدم بلغاري في مركز الوسط، ولد في 28 مارس 1994 في بلغاريا. لعب مع سسكا صوفيا وسلافيا صوفيا.

## وصلات خارجية
- ألكسندر ألكسندروف (لاعب كرة قدم) على موقع قاعدة بيانات كرة القدم.إي يو (الإنجليزية)
- ألكسندر ألكسندروف (لاعب كرة قدم) على موقع Soccerway.com (الإنجليزية)